# Estación La Plata Cargas
La Plata Cargas es una estación ferroviaria, ubicada en el partido homónimo, en la Provincia de Buenos Aires.

## Servicios
Es la estación terminal del ramal perteneciente al Ferrocarril General Roca, desde la estación Tolosa, ubicada en el Partido de La Plata hasta Ésta. 